# Mártires de Damasco
Mártires de Damasco, es un grupo de 8 religiosos franciscanos y 3 laicos, de 3 nacionalidades distintas, declarados santos mártires por la Iglesia católica, pues fueron asesinados por odio a la fe cristiana, en 1860 en Damasco, la capital de Siria, por militantes drusos en un monasterio franciscano situado bajo el entonces dominio otomano, en el marco de la persecución islámica contra los cristianos. Ahora estos mártires son símbolo de la persecución cristiana del siglo XIX en esa zona.

## Historia
El Cristianismo en Siria, y especialmente en Damasco, es una de las comunidades cristianas más antiguas del mundo, aunque su población ha disminuido, llegando sólo a un 2% del total de los habitantes.
El Imperio Otomano, quien había vencido a Rusia en la Guerra de Crimea en 1856 apoyado por Francia e Inglaterra, se vio obligado a reconocer la libertad de culto en todo su territorio, por lo que eso había enardecido los ánimos de los radicales musulmanes, que la emprendieron una cruzada violenta contra los cristianos. Por aquel entonces, el pueblo druso, en ocasiones se había considerado como una secta chiita, llegaron a declararse musulmanes, y ellos lideraron la persecución contra los cristianos asentados en Siria.
Durante el Conflicto de la Siria otomana de 1860,  un grupo de franciscanos, vivían en el barrio cristiano de Bab Tuma junto con unas 30.000 personas, donde había estado San Pablo, en los primeros años del cristianismo, y donde el español Manuel Ruiz López, en aquel momento era el superior del convento. Ante el peligro de violencia, los religiosos recibieron una propuesta del gobernador de la época para que pudieran refugiarse en su residencia, pero la misma fue rechazada pues no se atrevieron a dejar sola a la gente que buscaba protegerse en el convento.
Los franciscanos, pensaron que los agresores no podrían entrar al convento de San Pablo, sin embargo, alguien les indicó cómo penetrar sus muros.
La noche del 9 al 10 de julio de 1860, después de confesar y dar la comunión a sus 7 compañeros religiosos, Manuel Ruiz para evitar la profanación de la comunión, corrió al sagrario y consumió las hostias consagradas que había en él, pero fue sorprendido por la furia de drusos que habían irrumpido en el barrio cristiano de Damasco y quien al negarse a renunciar a su fe cristiana y convertirse al islam, sino que prefería morir antes que abjurar, le obligaron a colocar su cabeza como víctima sobre el altar donde fue degollado.

11 mártires religiosos más fueron decapitados con sables, hachas, otros apuñalados o apaleados hasta la muerte. Tres de ellos eran hermanos maronitas de Damasco que estaban en el sitio en ese momento, pues estaban muy vinculados a la comunidad de franciscanos por lo que corrieron con la misma suerte, y que declararon antes de ser brutalmente asesinados:
“Somos cristianos y en la fe de Cristo moriremos. Como cristianos, no tememos a los que matan el cuerpo, como dijo el Señor Jesús”.
Miles de víctimas cristianas maronitas más, fueron masacradas, por los musulmanes drusos desde el Líbano hasta Siria.

## Los mártires
Con el hermano Manuel fueron decapitados los 7 frailes franciscanos también canonizados. Además de Manuel Ruiz López eran españoles Carmelo Bolta, Nicanor Ascansio, Nicolás María Alberca, Pedro Nolasco Soler, Francisco Pinazo Peñalver y Juan Fernández, y el austríaco Engelbert Kolland; los laicos maronitas eran Francesco Massabki, Mooti Massabki y Raffaele Massabki.

## La canonización
En 1872 comenzó su causa de beatificación, aunque la pérdida de documentos durante la Primera Guerra Mundial retrasó el trabajo, pero los mártires de Damasco fueron beatificados en octubre de 1926 en Roma por el Papa Pío XI.
Su causa de canonización se reactivó ante el número creciente de signos atribuidos a su intercesión y su fama de martirio. Además, se convertirán en santos en unos tiempos especialmente convulsos para la región donde entregaron su vida, Oriente Medio. Por ello, las Iglesias en Tierra Santa esperan que la canonización pueda contribuir a fomentar el diálogo y paz para esta zona.
En 2022, en el Sínodo de Obispos Maronitas, se presentó ante el Papa la súplica para la canonización de los maronitas. A esa petición se sumaron los superiores mayores de la Orden de los Frailes Menores pidiendo la canonización de los ocho mártires franciscanos de Damasco, ante la cercanía del octavo centenario de la muerte de san Francisco de Asís en 2026.
Muchos familiares, fieles y allegados de las víctimas viajaron hasta Roma para presenciar la ceremonia de canonización presidida por el Papa Francisco. 
Los 11 mártires fueron beatificados por el papa Pío XI en 1926, y canonizados el 20 de octubre de 2024 en Ciudad del Vaticano por el Papa Francisco, junto con tres religiosos más: Giuseppe Allamano (1851-1926), misionero italiano fundador del Instituto de los Misioneros de Consolata y de las Hermanas Misioneras de Consolata; Elena Guerra (1835-1914), monja italiana, fundadora de la Congregación de Oblatas del Espíritu Santo -conocidas como Hermanas de Santa Zita-, y Marie-Leonie Paradis (1840-1912), monja canadiense fundadora de la Congregación de las Hermanitas de la Sagrada Familia.
Una de las reliquias de estos mártires se encuentra en la parroquia de San Andrés Apóstol, en el municipio de Villarejo de Salvanés, lugar de nacimiento de San Nicanor Ascanio. Otra reliquia se halla desde el 24 de noviembre de 2024 en la Catedral de los Santos Justo y Pastor (Alcalá de Henares).